# Salesletter
Salesletter (sales letter), zwany także w wolnym tłumaczeniu "listem sprzedażowym", jest narzędziem marketingu bezpośredniego (ang. direct marketing) wykorzystywanym do sprzedaży produktów (towarów i usług). 
List sprzedażowy zazwyczaj przypomina w formie zwykły list, jest bardzo długą formą reklamową napisaną z wykorzystaniem języka perswazji przez copywritera - wolnego strzelca lub pracującego w wyspecjalizowanej agencji reklamowej. 
Salesletter wykorzystywany jest zazwyczaj w dwóch formach:
- jako list drukowany - wysyłany w kopercie drogą pocztą, dołączany do paczki lub publikowany w dobranej do grupy docelowej prasie,
- tekst na stronę internetową, zazwyczaj o prostej oprawie graficznej, podłączony do systemu płatności internetowych.

Listy sprzedażowe cechują się zazwyczaj dużą skutecznością sprzedażową (dużym współczynnikiem konwersji), o ile treść, język, produkt i warunki sprzedaży dopasowane są do potrzeb grupy docelowej.